# Micsandră
Matthiola incana, cunoscută ca micsandră, este o specie de plantă cu flori din genul Matthiola. Este o floare comună de grădină, disponibilă într-o varietate de culori, dintre care multe sunt puternic parfumate, și este folosită pentru decorări de parcuri și grădini publice sau particulare.
Se seamănă în februarie-martie și înflorește în iunie până în august. Pentru a o avea prezentă și iarna în casă, va fi semănată în luna august, iar în ianuarie vor apare florile. Micsandra are nevoie de pământ fertil și permeabil.
Planta dacă stă mai mult timp în umezeală se va putrezi.